# パイプレンチ

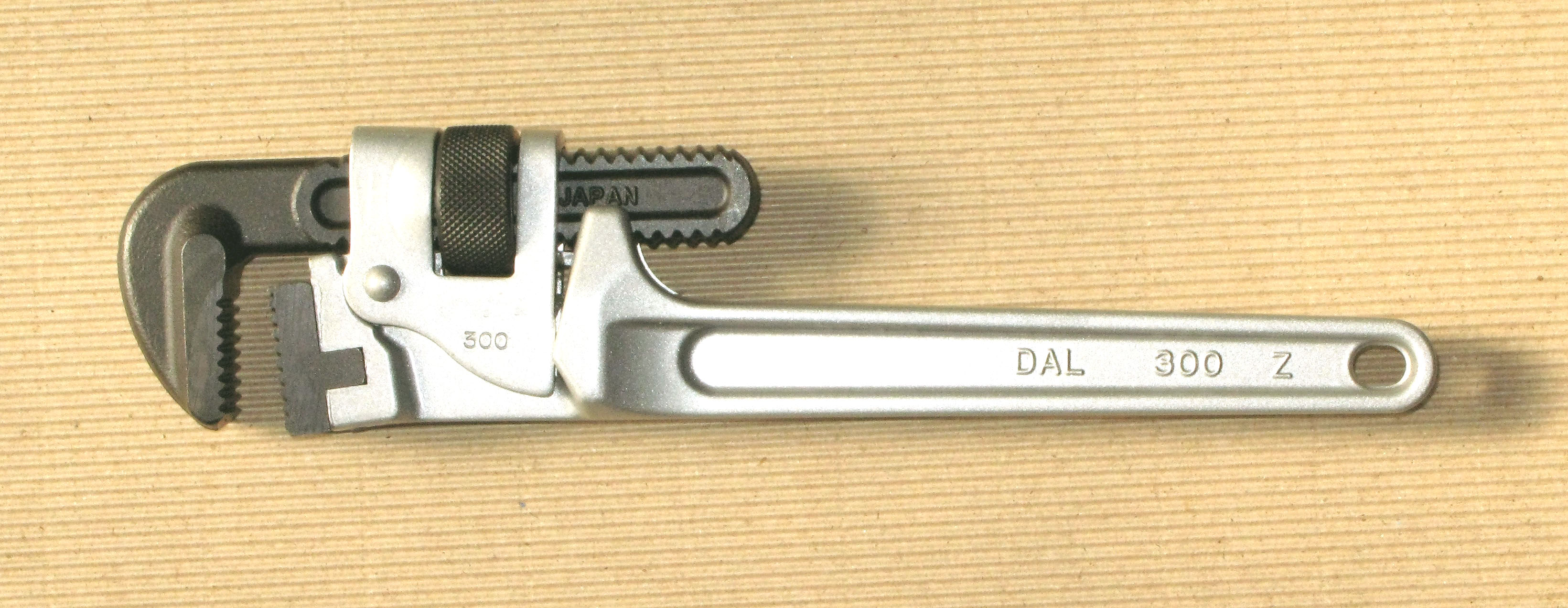
アルミ鍛造本体トライモ型PIPE WRENCH

パイプレンチ（英語: pipe wrench）は、ネジ部を締めたり緩めたりする場合などにパイプを挟んだり、回したりするための専用レンチのことである。パイプの径に応じてさまざまな大きさがある。俗に「パイレン」と呼ばれる。
歯の部分は深い溝となっているため、丸いパイプをしっかりとくわえて回すことができる。パイプレンチでパイプをくわえて作業を行うとパイプに無数の傷が付くので、主に蒸気管や水道管など傷が付いてもかまわないような目立たない箇所に使用することが多い。傷を付けてはいけない装飾管用途などは、歯が樹脂でカバーされたウォーターポンププライヤー、またはベルトレンチなどを使用する場合もある。

## 歴史

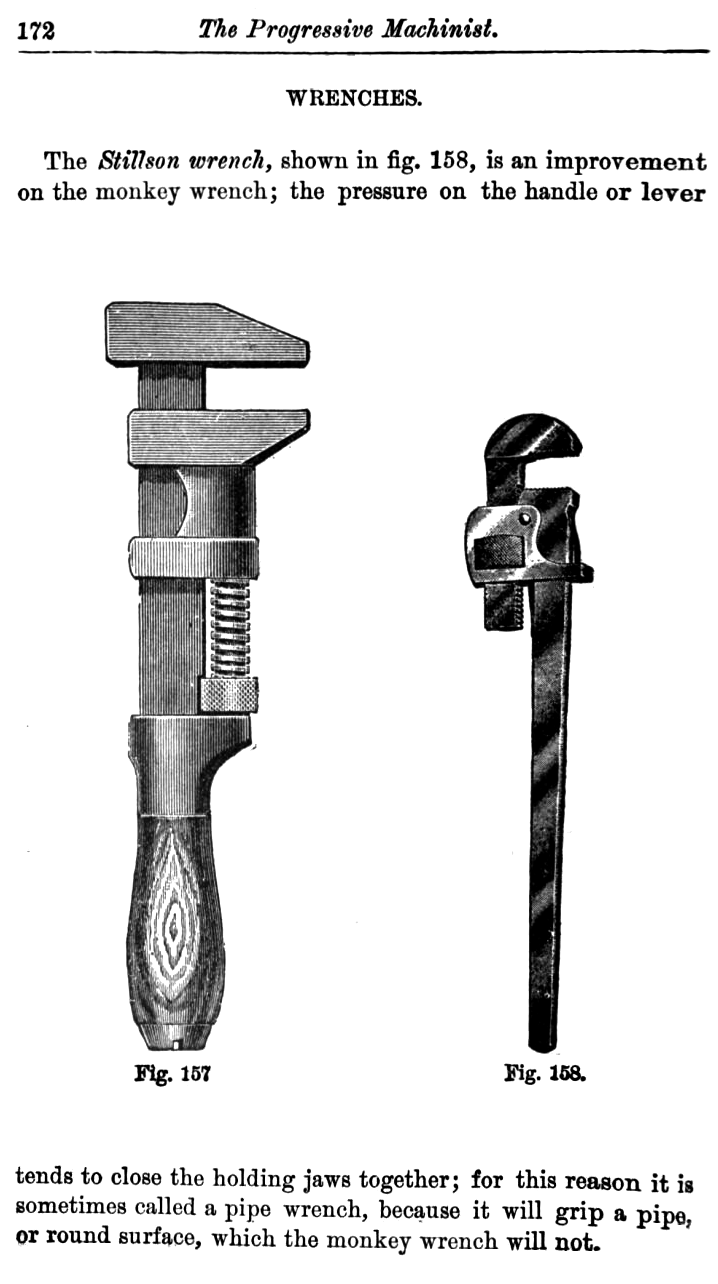
スティルソン型レンチと初期のモンキーレンチ

パイプレンチとモンキーレンチのルーツは同じで、原型の改良を繰り返す過程で現在のパイプレンチが先に開発され、その後モンキーレンチが開発されている。
ナットが手作りの時代、各々のナットは同じサイズと発表されていても、それらにはわずかな寸法の違いがあり、その呼びサイズのレンチが全てのそのサイズのナットに合うというわけではなかった。そのため、技術者は多数のナットに合う調節可能なレンチを持ち運んだ。1790年代以前ごろ、技術者達はハンドル端にL字状の固定あごを持ち、くさびでロックされたスライドするあごを持つ調節可能なレンチを作り始めた。調節可能なレンチ（Adjustable wrench）の黎明期には時々、それらがとても類似しているように見えるので、人々はパイプレンチを「モンキーレンチ」と呼んだ。しかし、「モンキーレンチ」とパイプレンチには、いくつかの違いがある。これらの違いは、平面の締め具で動くように設計されている「モンキーレンチ」と、パイプのような丸い表面で動くように設計されている「パイプレンチ」の違いから生じている。これらの違いのうちの1つは、「パイプレンチ」がパイプに食い込ませるギザギザのあごがある事に対し、締め具の平面に損害を与えないように、「モンキーレンチ」のあごは滑らかである。もう一つの違いは、パイプレンチのあごが旋回の動きに対して、モンキーレンチのあごが互いに平行のままで止まるようになっているということである。1870年'9月13日（発効日は、1869年10月12日）に蒸気船消防士のダニエル・C・スティルソン（Daniel C. Stillson）が特許権を得たので、パイプレンチは時々スティルソン・レンチと呼ばれている。この時代には、蒸気が電力供給と、暖房のために使われていた。これらの用途の両方ともパイプを必要とした。このパイプレンチができる前には、パイプを締めるために、ギザギザのある鍛冶屋ばさみを使っていた。しかし、鍛冶屋ばさみでは、労働者がパイプを回転させるために必要な握り力を得られなかった。
スティルソンのデザインは、あごの動かせる部分をハンドルを引き寄せることで動かせる。この動きは、一組のプライヤのような働きになり、レンチがパイプにしっかり締まる。実際、レンチのハンドルがより激しく引き寄せられるほど、よりパイプをつかむ。スティルソン（Stillson）は、暖房と配管のウォルワース社（Walworts）と一緒にパイプを締めるのに用いることができる彼のデザインのレンチのプロトタイプの製造に挑戦した。そして、同社は特許権を買い、スティルソンには彼の生涯で特許権使用料$80,000が同社から支払われた。
スウェーデン型パイプレンチのプラマー・レンチ（plumber wrench）は、モンキーレンチの発明で知られるスウェーデンのヨハン・ヨハンソンが1888年に特許を取得している。

## 使用方法
1. 調節丸ナットを回し、上アゴ歯と植え歯の幅をパイプの外径より少し狭めにしたのち、歯を押し込んでパイプをくわえる。
2. ハンドルに力を加え、作業ができる範囲の角度内で締め付けたら、ハンドルを戻しラチェット操作を繰返して継手の規定締め付けトルクまで締め付ける。規定締め付けトルクについては、継手と使用するレンチのサイズによって継手メーカー推奨トルクが決まっている。
3. 上アゴ歯はスプリングによってパイプに押し付けられハンドルに力を加えると、上アゴ歯と植え歯とフレームの支点でできる三角形がトグルの原理で歯がパイプに噛み込み、滑ることなくパイプをくわえることができる。

## 構成方式による型式分類

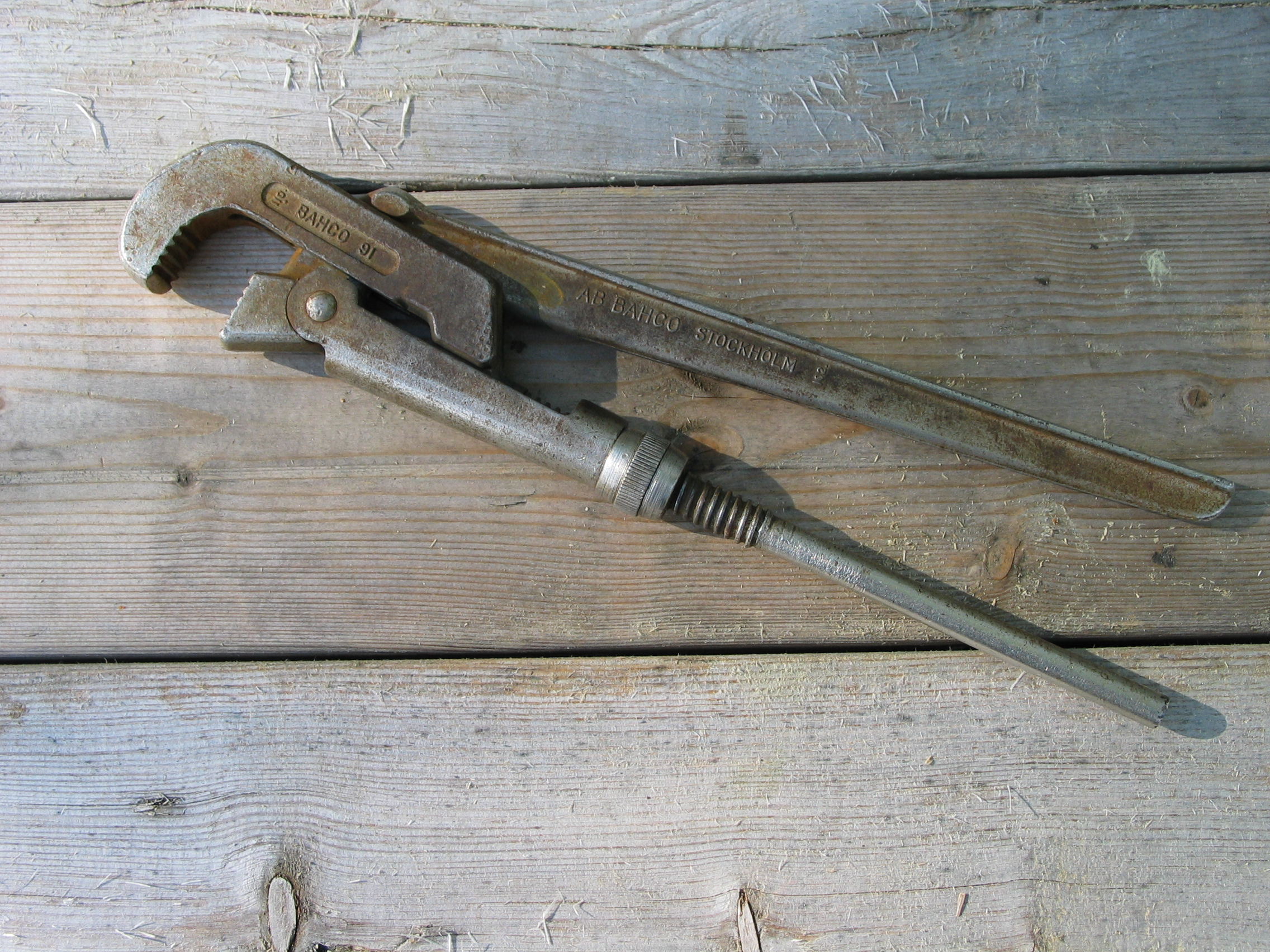
スウェーデン型

パイプレンチのタイプとしては、揺動するフレーム部品を有する「スティルソン型」発明者en:Daniel Chapman StillsonU.S.Patent number: 95744、Issue date: Oct 12, 1869と「トライモ型」アメリカのTRIMONT MFG. CO.発明、そして、フレーム部がハンドル本体と一体の「リッジ型」U.S.Patent number: 1727623、Issue date: Sep 1929に大きく分けられる。基本機構が異なるのでこの項目には記述しないが、ヨーロッパではその他に「スウェーデン型」レンチが使用されている。
日本国内で主流のパイプレンチ トライモ型の原型は、アメリカのTRIMONT MFG. CO.が開発製造をしていたタイプである（日本のタイプは、丸ナットが回し易いように工夫しフレーム上部を開口している）。
会社は、1889年7月に創立され、創設者はアルフレッド・チャールズとエドワードである。その後1940年代にパイプレンチの製造を停止した。同社は、マサチューセッツ州（MA）のロックスベリー（Roxbury）に在った。
当時の科学誌ポピュラーサイエンスPopular Science 3 1925とPopular Science 12 1926に記事が載っている。
一番古い記事は、Montgomery Ward & Co. Catalogue and Buyers' Guide 1895である。他にトライモ型とスティルソン型が同じTRIMONT社の広告に載っているものもある。
特許についてはUS Patent number 1012037が、トライモ型パイプレンチ（TRIMO pipe wrench）の代表的な特許になっている。他にUS Patent number D19168も関連する特許である。
商標権については、TRIMONT MANUFACTURING COMPANY INCORPORATEDが「TRIMO」で出願、1926年3月16日、US Patent number 0210584登録となっているが、現在は使用されていない。

## 歯の設定角度「静的状態設計値」
レンチの上アゴ歯と植え歯は、通常レンチ本体を水平に持った時、約8°をなすとJIS規格に表示されているが、実際には3°から5°となっている商品が多い。レンチは、パイプを上アゴ歯と植え歯の口先で丸ナットを回して幅をパイプ外径よりも少し小さめに調節した状態でパイプをレンチに押し込むと、フレームと共に上アゴが揺動することにより上アゴ歯が開き2つの歯のなす角度が大きくなり、パイプを上アゴ部の歯と植え歯の奥側において挟み込むことができる様になっている。「リッジ型」でも同じことであるが、このタイプの場合はレンチ本体を水平にした状態でも上アゴは下側方向に可動するような特殊形状の板バネがレンチ本体に内蔵されているため、口幅の調節を歯のどの部分で行っても噛み込み易く、口幅の調節が行いやすい様に設計されている。

## 噛み込みメカニズム「動的角度の設計値」
設計的には、上アゴ歯と植え歯のなす角度は揺動最大時で15°から18°までに設定する。それ以上の大きな角度（21°以上）になるとフレームを押し付けるバネの反発力だけでは歯がパイプに噛み込まず、レンチが滑ってしまうことになる。
パイプを噛むメカニズムは、上アゴ歯がハンドル本体に力を加えることによりパイプに噛み込み始め、植え歯がパイプを押し付けながら噛み込み、植え歯側を支点として上アゴ歯がその反力でパイプに噛み込み、ハンドルを押し付ける力を増していくと、上アゴ歯は揺動フレームと供に上アゴ歯と植え歯の幅を狭くする方向に（上アゴは反時計方向）に回転をすることによって、パイプに歯が噛み込んでいく。ハンドルに加える力によるトルクとパイプに噛み込んだ歯とパイプの回転トルクが釣り合った時、または揺動フレームが本体のストッパーに当たり揺動できなくなった時にフレームの回転は停止し、レンチはパイプへの噛み込みが完了する。そして、パイプその物を回転することができる様になる。この噛み込んだ歯が滑ることなくパイプを回転させる力（ベクトル解析）は、歯がパイプに食い込んだ深さ部分のせん断力だけでなく、歯とパイプの摩擦力も考慮しないと力学におけるトルクバランスの説明がつかないことになる。

## 歯形状について
レンチの歯の形状については、単純にパイプに噛み込む先端部分が三角形になっているものより、歯が噛み込む方向に対して、後方がアール形状になっている歯形状の方がレンチを噛み込みから開放する方向に回転させる時に歯先端にパイプがあたることなく、歯先のラチェット操作による歯の磨耗（寿命）に対して優位であることが解っている。
歯の形状は、パイプ外周に樹脂を被覆した管がガス工事・水道工事で採用されるまでは一般配管用鋼管（SGP）を対象とした一種類だったが、1980年頃に鋼管の表面に防食対策として樹脂がコーティングされる改良がされることによって、各パイプ専用の歯形状が開発され、パイプレンチも品種が増えることになった。塩ビ被覆とポリエチレン被覆専用の歯を取り付けたレンチが各社より開発され、この時期にレンチメーカの販売シェアの変化がおこっている。それまで不動の高い評価を受けていたMITSUBISHI社に代りその他のパイプレンチメーカ各社が大きく躍進した。外被覆鋼管の被覆は、レンチにより継手の規定トルク締付け作業をした場合、被覆の下の鋼管がレンチの歯によって露出することがあってはならない。レンチの歯はパイプ表面温度マイナス5℃から40℃において継手メーカー推奨締付けトルクの2倍のトルクを加えても被覆の割れや剥離・レンチのスベリが起こらない形状（ピッチと歯高さ）と歯幅をなしている。
- 塩ビ外被服管は、大阪ガス(株)とパイプメーカーが最初に共同開発を行っている。塩ビ被覆は、硬度が高いことより通常の白管用PWの歯形状より歯と歯のピッチを少し狭めることによって被覆を破らない様に歯高さを低くし、相乗効果としてパイプに噛み込む歯数が増えることによって推奨締め付けトルクの2倍以上を白管用と同じ歯幅で保障することができた。このことにより上アゴおよび植え歯の鍛造素材をJIS規格白管用（SGP）と兼用することができ、工具メーカーとしてはコストメリットを得ることができた。市場での商品は、「白被覆兼用パイプレンチ」として販売されている[21]。
- ポリエチレン外被覆管は、東京ガス(株)とパイプメーカーが塩ビ外被服管と同時期に共同開発を行っている。ポリエチレン被覆は、硬度が低いため歯と歯のピッチを非常に小さくしなおかつ歯幅を広くして、多くの細かい歯高さの低い幅の広い歯にすることによって1歯当たりの面圧を小さくし保障締め付けトルクを確保している。「被覆鋼管専用パイプレンチ」の商品名で販売されている[21]。
- 市場での販売数は、白管専用パイプレンチ>白被覆兼用パイプレンチ>被覆鋼管専用パイプレンチとなっている[22]。
- どのパイプレンチにも言えることだが、歯が細かくなった分、歯と歯の間にシール剤が従来より詰り易くなった。レンチが滑って思わぬ事故を防ぐには、ワイヤブラシなどでの歯の日常的なメンテナンスが必要である。

1990年頃には、工具の軽量化が進められ本体部分のアルミ鍛造化が進んだ。

## 使用するレンチ選択のアドバイス

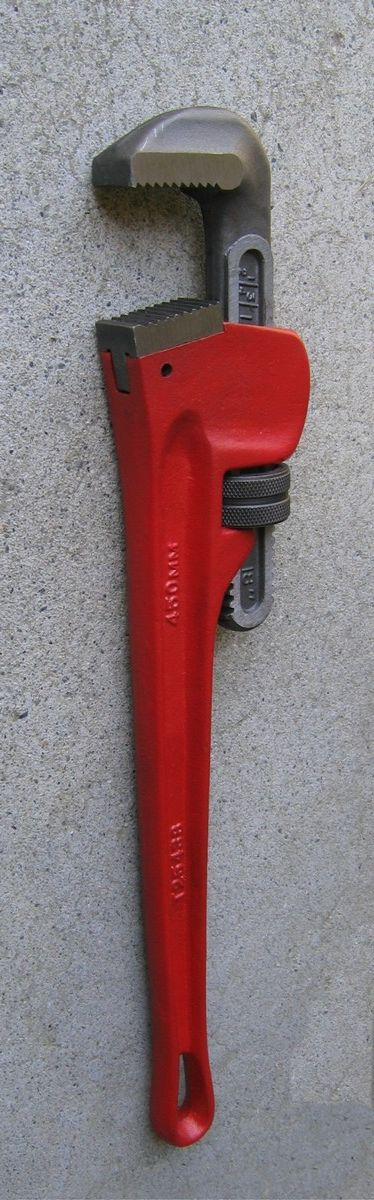
リッジ型パイプレンチ

レンチの選択において、強度面からするとRIDGID社リッジ型レンチ>鋼鍛造本体のトライモ型JIS H級品>アルミ鍛造本体のトライモ型JIS H級相当品>鋳造本体のトライモ型JIS N級品の順となる。
スティルソン型やスウェーデン型レンチは輸入品で、国内メーカーは存在せず、国内のホームセンターで見かけることはまず無い。
使い勝手では、軽さより新設工事にはアルミ鍛造本体品となるが、価格も考慮してか鋳造本体品と鋼鍛造品を持って、新設と解体で使い分けている工事業者を多く見かける。
その他に、パイプレンチの上アゴ方向がハンドルと同軸方向でない各種パイプレンチ（例えば縦型レンチ・コーナー型レンチなど）があるが、基本機構については同じと考えて良い。ただし、レンチの操作時に、ハンドルに加える力の方向が少し異なり、ハンドルをパイプのある方向に押し付け気味に回転力を加える。
HIT社のリッジ型本体は鍛造品であり、上アゴを挿入する角穴部分も鍛造加工にて抜いている（塑性加工）。
なお、ホームセンターで見かける台湾・中国製のリッジ型パイプレンチは、ダイキャスト本体製などもあり、保障強度を表示していない場合が多い。

## 主なメーカー
- MCC（株）松阪鉄工所
- HIT東邦工機（株）
- LOBTEX（株）ロブテックス
- SUPERTOOL（株）スーパーツール
- MITSUBISHI三菱重工プラスチックテクノロジー（株）
- TOPトップ工業（株）
- ARMアーム産業（株）